# Astrološko znamenje
V zahodni astrologiji so astrološka znamenja dvanajst 30-stopinjskih sektorjev, ki sestavljajo 360-stopinjsko kroženje Zemlje okoli Sonca. Znamenja se štejejo od prvega spomladanskega dne, znanega kot prva točka Ovna, ki je spomladansko enakonočje. Astrološka znamenja so: Oven, Bik, Dvojčka, Rak, Lev, Devica, Tehtnica, Škorpijon, Strelec, Kozorog, Vodnar in Ribi. Zahodni zodiak izvira iz babilonske astrologije, pozneje pa je nanj vplivala helenistična kultura. Vsako znamenje je bilo poimenovano po ozvezdju, skozi katero se je Sonce vsako leto premikalo, ko je prečkalo nebo. To opazovanje je poudarjeno v poenostavljeni in priljubljeni astrologiji sončnih znamenj. Zodiakalne delitve zahodne astrologije so se skozi stoletja zaradi osne precesije Zemlje premaknile z ozvezdij, po katerih so bile poimenovane, medtem ko hindujske astrološke meritve ta premik popravljajo. Astrologija (tj. sistem omine, ki temelji na nebesnih pojavih) se je razvila tudi v kitajski in tibetanski kulturi, vendar te astrologije ne temeljijo na zodiaku, temveč obravnavajo celotno nebo.

### Zahodna astrološka dopisna tabela
| Znamenje  | Latinsko ime | Simbol | Unicode Character | Približni datumi sončnih znamenj | Ekliptična dolžina (a ≤ λ < b) | Hiša | Polarnost | Modaliteta   | Trojnost | Sezonaseverne poloble | Sezona južne poloble | Sodobni vladar | Klasični vladar |
| --------- | ------------ | ------ | ----------------- | -------------------------------- | ------------------------------ | ---- | --------- | ------------ | -------- | --------------------- | -------------------- | -------------- | --------------- |
| Oven      | Aries        |        | ♈︎                | 21. marec – 19. april            | 0° do 30°                      | 1    | Pozitivna | Kardinalna   | Ogenj    | Pomlad                | Jesen                | Mars           | Mars            |
| Bik       | Taurus       |        | ♉︎                | 20. april – 20. maj              | 30° do 60°                     | 2    | Negativna | Stalna       | Zemlja   | Pomlad                | Jesen                | Venera         | Venera          |
| Dvojčka   | Gemini       |        | ♊︎                | 21. maj – 21. junij              | 60° do 90°                     | 3    | Pozitivna | Spremenljiva | Zrak     | Pomlad                | Jesen                | Merkur         | Merkur          |
| Rak       | Cancer       |        | ♋︎                | 22. junij – 22. julij            | 90° do 120°                    | 4    | Negativna | Kardinalna   | Voda     | Poletje               | Zima                 | Luna           | Luna            |
| Lev       | Leo          |        | ♌︎                | 23. julij – 22. avgust           | 120° do 150°                   | 5    | Pozitivna | Stalna       | Ogenj    | Poletje               | Zima                 | Sonce          | Sonce           |
| Devica    | Virgo        |        | ♍︎                | 23. avgust – 22. september       | 150° do 180°                   | 6    | Negativna | Spremenljiva | Zemlja   | Poletje               | Zima                 | Merkur         | Merkur          |
| Tehtnica  | Libra        |        | ♎︎                | 23. september – 22. oktober      | 180° do 210°                   | 7    | Pozitivna | Kardinalna   | Zrak     | Jesen                 | Pomlad               | Venera         | Venera          |
| Škorpijon | Scorpio      |        | ♏︎                | 23. oktober – 22. november       | 210° do 240°                   | 8    | Negativna | Stalna       | Voda     | Jesen                 | Pomlad               | Pluto (ali)    | Mars            |
| Strelec   | Sagittarius  |        | ♐︎                | 23. november – 21. december      | 240° do 270°                   | 9    | Pozitivna | Spremenljiva | Ogenj    | Jesen                 | Pomlad               | Jupiter        | Jupiter         |
| Kozorog   | Capricorn    |        | ♑︎                | 22. december – 19. januar        | 270° do 300°                   | 10   | Negativna | Kardinalna   | Zemlja   | Zima                  | Poletje              | Saturn         | Saturn          |
| Vodnar    | Aquarius     |        | ♒︎                | 20. januar – 18. februar         | 300° do 330°                   | 11   | Pozitivna | Stalna       | Zrak     | Zima                  | Poletje              | Uran           | Saturn          |
| Ribi      | Pisces       |        | ♓︎                | 19. februar – 20. marec          | 330° do 360°                   | 12   | Negativna | Spremenljiva | Voda     | Zima                  | Poletje              | Neptun         | Jupiter         |